# 12 maart
12 maart is de 71ste dag van het jaar (72ste dag in een schrikkeljaar) in de gregoriaanse kalender. Hierna volgen nog 294 dagen tot het einde van het jaar.

## Gebeurtenissen
- Algemeen
  - 515 v.Chr. - De herbouwde joodse tempel in Jeruzalem komt gereed.
  - 1535 - Stichting van de Ecuadoraanse stad Portoviejo.
  - 1602 - Filips III van Nassau-Saarbrücken wordt opgevolgd door zijn neven Lodewijk II van Nassau-Weilburg en Johan Casimir van Nassau-Gleiberg.
  - 1619 - Kapitein Van Raay (VOC) doopt fort Jacatra om in fort Batavia.
  - 1664 - De kolonie New Jersey wordt gesticht.
  - 1894 - Coca-Cola wordt voor het eerst in flessen verkocht.
  - 1900 - De Nederlandsche Cocaïnefabriek wordt opgericht (beginjaren '70 overgenomen door AkzoNobel).
  - 1906 - Stormvloed van 1906 na extreem hoog water op de Westerschelde. Diverse zeedijken breken door, met grote schade tot gevolg. Doordat de stormvloed overdag plaatsvindt, vallen er geen doden. Net over de grens in het Waasland verdrinken in totaal 8 mensen.[1]
  - 1989 - Een voorstel wordt gemaakt aan CERN voor een informatiemanagementsysteem, dat later het wereldwijde web wordt.[2]
  - 2011 - Als gevolg van de zeebeving en de daaropvolgende tsunami, een dag eerder, vindt in de kerncentrale Fukushima I in Japan een kernramp plaats.
  - 2015 - In Costa Rica spuwt de vulkaan Turrialba as en rook uit. Het is de krachtigste uitbarsting sinds 1996.
  - 2016 - Het tachtig kamers tellende paleis van het Roemeense dictatorsechtpaar Nicolae en Elena Ceaușescu in Boekarest, beter bekend als het Palatul Primaverii of Lentepaleis, wordt opengesteld voor het publiek.
  - 2018 - Bij een mislukte landing van US-Bangla Airlines-vlucht 211 op de luchthaven van Kathmandu (Nepal) komen 51 van de 71 inzittenden om het leven.[3]
  - 2024 - De tropische storm Filipo komt aan land bij de noordoostelijke kust van de provincie Inhambane van Mozambique dicht bij de stad Inhassoro. Er ontstaat significante schade aan gebouwen en infrastructuur in het getroffen gebied en de storm brengt hevige regenval met zich mee.[4]
- Economie
  - 2003 - De AEX-index bereikt met 218,44 punten het laagste punt sinds de hoogtijdagen van 2000.
- Media
  - 1987 - Weerman Frank Deboosere presenteert zijn eerste weerbericht op Eén.[5]
  - 2013 - Het Nederlandse tijdschrift de Gay Krant stopt na 34 jaargangen en in totaal 676 edities.
- Oorlog
  - 1579 - Begin van het beleg van Maastricht.
  - 1938 - Oostenrijks nazileider Arthur Seyss-Inquart wordt benoemd tot nieuwe kanselier van Oostenrijk. Diens eerste daad is het versturen van een, tevoren opgesteld, telegram waarin hij Duitsland vraagt om het Duitse leger te zenden om vrede en veiligheid te brengen (...) en om bloedvergieten te voorkomen.
  - 1945 - Fusillade van 30 politieke gevangenen op het Weteringplantsoen te Amsterdam.
  - 2024 - Drie pro-Oekraïense Russische milities - het Vrijheid-van-Rusland-Legioen, het Russisch Vrijwilligerskorps en het Siberisch Bataljon - melden op sociale media dat ze de regio's Koersk en Belgorod in het zuiden van Rusland binnen zijn getrokken. De gouverneur van de regio Koersk ontkent dat dit gebied is aangevallen.[6]
- Politiek
  - 1372 - Woerden krijgt stadsrechten door graaf Albrecht van Holland.
  - 1751 - De Friese Staten verkopen het laatste deel van Het Bildt dat nog in hun bezit is.
  - 1968 - Mauritius krijgt zelfbestuur maar blijft lid van het Gemenebest.
  - 1990 - De eerste troepen van de Sovjet-Unie verlaten Hongarije.
  - 1999 - Tsjechië, Hongarije en Polen treden, als eerste voormalige Warschaupactleden, toe tot de NAVO.
  - 2003 - Zoran Đinđić, de premier van Servië, wordt vermoord.
  - 2010 - Wouter Bos (PvdA) trekt zich terug uit de landelijke politiek. Hij wil meer tijd besteden aan zijn gezin.
- Religie
  - 744 - De Abdij van Fulda (Hessen) wordt gesticht door Sturmius, een leerling van Bonifatius. Dit vanwege een religieuze missie om de heidense Germanen te bekeren.
  - 1565 - Paus Pius IV creëert 23 nieuwe kardinalen, onder wie de Italiaanse bisschop van Vieste Ugo Boncompagni.
  - 1922 - Verheffing van de Apostolische Prefectuur van de Kleine Soenda-eilanden in Nederlands-Indië tot Apostolisch vicariaat.
  - 1939 - Kroning van Paus Pius XII in Rome.
  - 1950 - Encycliek Anni Sacri van Paus Pius XII over de bestrijding van atheïstische propaganda.
  - 1994 - Eerste vrouw tot priester gewijd in de Church of England.
- Sport
  - 1912 - Oprichting van de Nederlandse Honkbalbond, de voorloper van de KNBSB.
  - 1953 - De Watersnoodwedstrijd tussen Frankrijk en een elftal van Nederlandse voetbalprofs in het buitenland lokt zesduizend Nederlanders naar het Parc des Princes in Parijs. Het initiatief is van Theo Timmermans en Bram Appel. De 'verloren' generatie wint met 2-1.
  - 1955 - Openingsceremonie van de tweede Pan-Amerikaanse Spelen, gehouden in Mexico-Stad.
  - 1986 - Het Nederlands voetbalelftal verslaat de DDR met 1-0 in een oefenwedstrijd in Leipzig. Spits Marco van Basten tekent voor de enige treffer.
  - 1987 - Schaatsster Ingrid Haringa verbetert in Inzell het Nederlands record van Alie Boorsma op de 500 meter (41,21 seconden) met een tijd van 40,92 seconden.
  - 2004 - De Nederlandse schaatser Henk Angenent vestigt het werelduurrecord op de schaats in Calgary: in één uur tijd schaatst hij 41669,49 m.
  - 2006 - Niels Kerstholt en Liesbeth Mau-Asam worden in Heerenveen Nederlands Kampioen Shorttrack.
  - 2007 - Inge de Bruijn stopt met wedstrijdzwemmen.
  - 2009 - Oprichting van de Moldavische voetbalclub FC Speranţa Crihana Veche.
  - 2022 - Jessica Schilder haalt zilver bij het kogelstoten bij de Europa Cup voor werpnummers in Leiria (Portugal). Haar afstand van 18,89 meter is een verbetering met 2 cm van het Nederlands record outdoor dat sinds 1988 op naam stond van Corrie de Bruin.[7]
- Wetenschap en technologie
  - 1969 - De Concorde maakt zijn eerste reguliere vlucht.
  - 1985 - Oudste Usenet-bericht dat volledig in het Nederlands is geschreven: "dit is een test zoals je ziet! einde test."
  - 2003 - De Wereldgezondheidsorganisatie roept een 'global alert' af wegens een nieuwe ziekte, die korte tijd later de naam SARS krijgt.
  - 2014 - De Europese Zuidelijke Sterrenwacht maakt bekend dat een team van astronomen met de Very Large Telescope de grootste gele hyperreus ooit heeft ontdekt. Deze is 1.300 keer zo groot als de Zon en een miljoen keer helderder.
  - 2015 - NASA lanceert onder de naam Magnetospheric Multiscale Mission vier satellieten die onderzoek moeten gaan doen aan de Aardse magnetosfeer.[8]
  - 2022 - In Finland begint de Olkiluoto 3 kernreactor met het produceren van elektriciteit en gaat nu een testfase in voordat het regulier produceren van elektriciteit begint. Meer dan veertig jaar geleden werd voor het laatst in Finland een kernreactor in gebruik genomen.[9]
  - 2023 - Landing van een Crew Dragon ruimtevaartuig met de NASA astronauten Josh Cassada, Nicole Mann, kosmonaut Anna Kikina, en Koichi Wakata van JAXA voor de kust van Florida. Hiermee is er na ruim 5 maanden een einde gekomen aan de Crew-5 missie.[10]
  - 2023 - De periodieke komeet 256P/LINEAR bereikt het perihelium van zijn baan rond de zon tijdens deze verschijning.[11][12]
  - 2024 - Lancering van een Electron raket van Rocket Lab vanaf LC-1B op het Māhia schiereiland in Nieuw-Zeeland voor de Owl Night Long missie met een StriX satelliet van Synspective die informatie kan verzamelen met een resolutie van 1-3 m aan het aardoppervlak.[13]
  - 2024 - Landing van een Crew Dragon ruimtevaartuig met de NASA astronaut Jasmin Moghbeli, ESA astronaut Andreas Mogensen, JAXA astronaut Satoshi Furukawa en Roskosmos kosmonaut Konstantin Borisov voor de kust van Florida. Hiermee is er na ruim 6 maanden een einde gekomen aan de Crew-7 missie.[14]

## Geboren

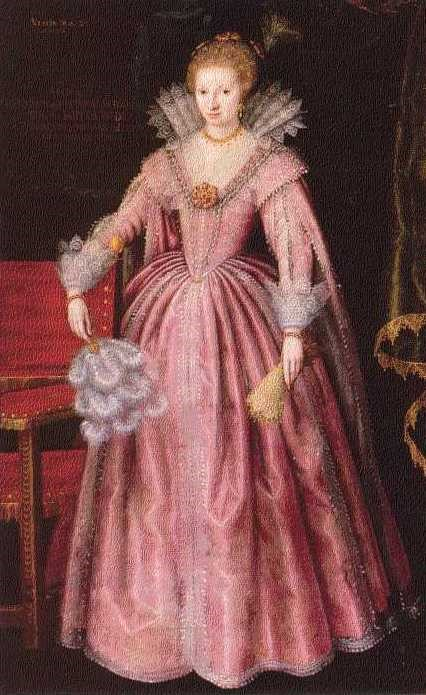
Anna Johanna van Nassau-Siegen
geboren in 1594

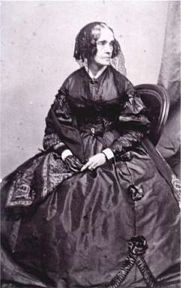
Jane Pierce
geboren in 1806

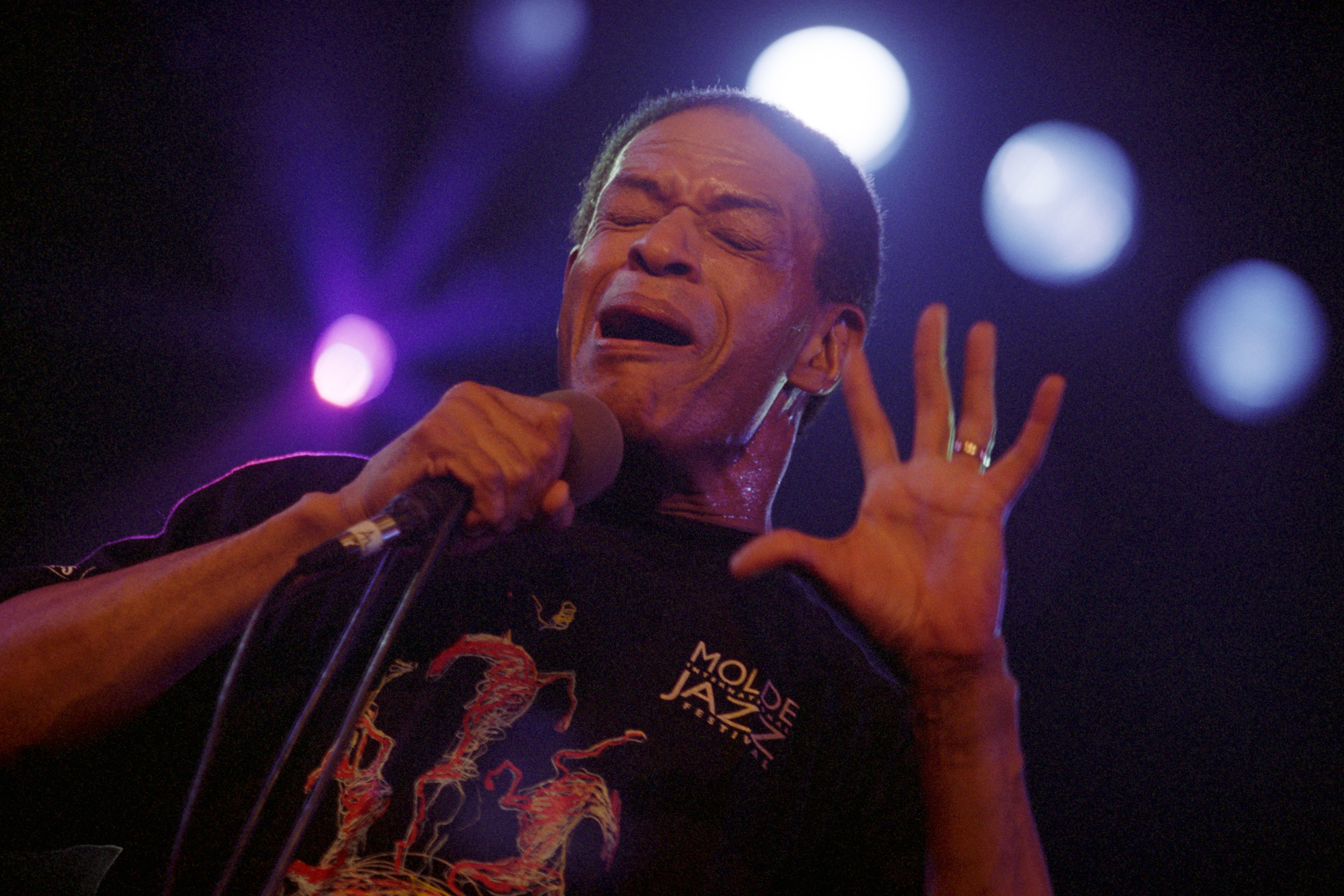
Al Jarreau
geboren in 1940

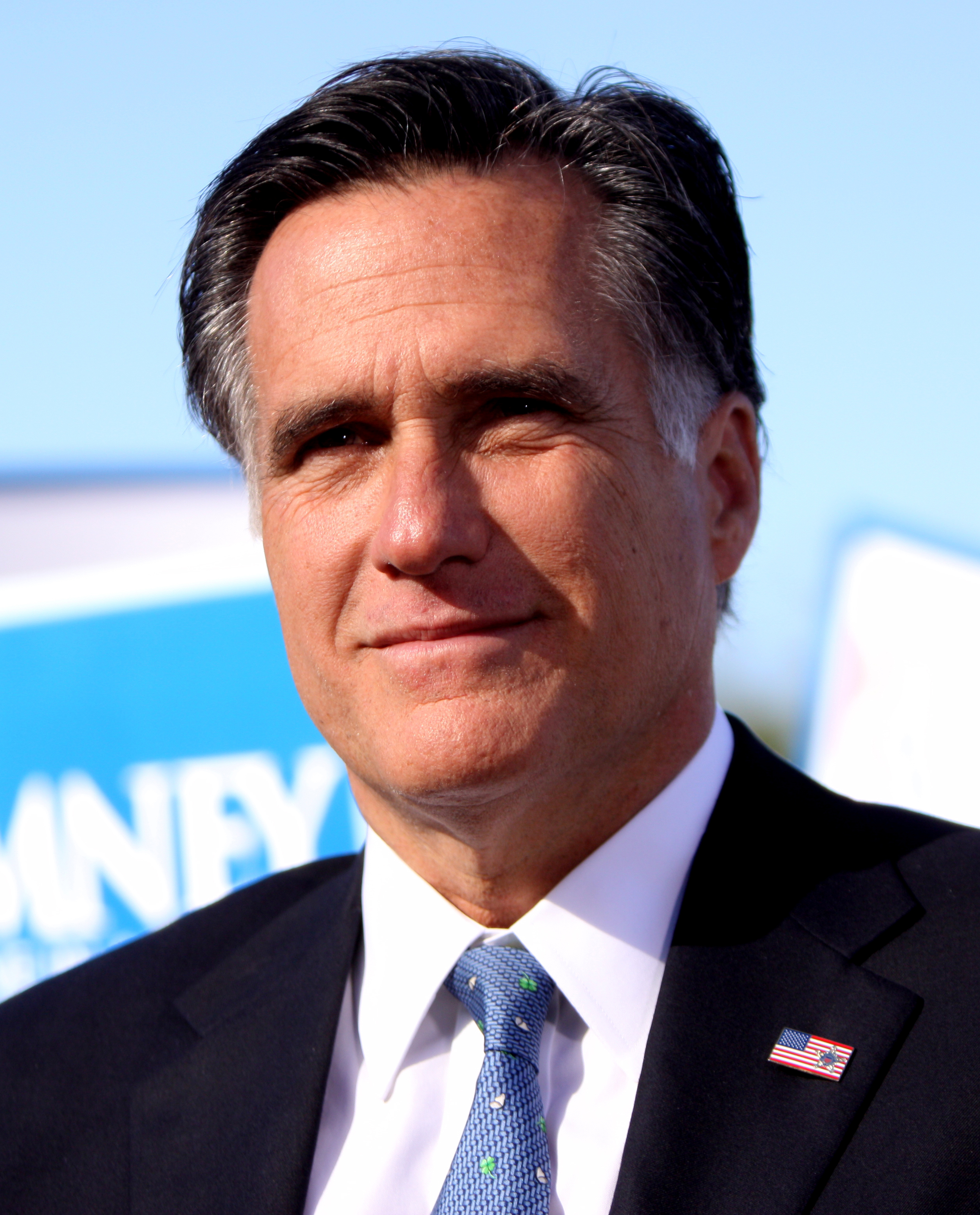
Mitt Romney
geboren in 1947

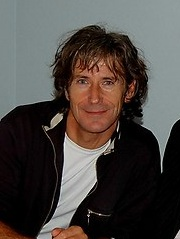
Erik Mesie
geboren in 1957

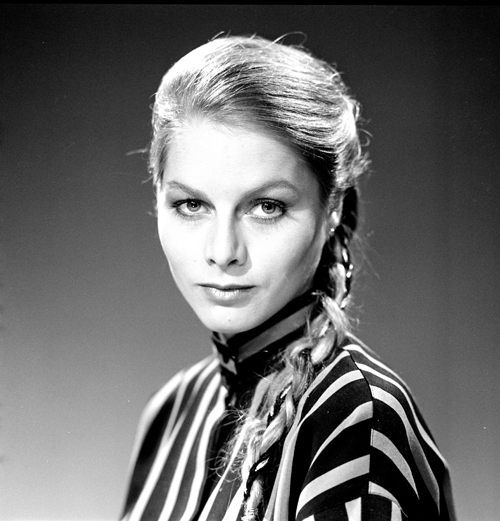
Milika Peterzon
geboren in 1962

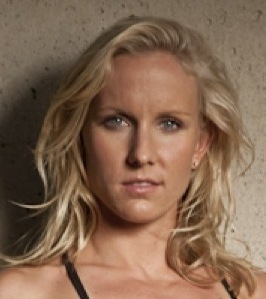
Jessica Hardy
geboren in 1987

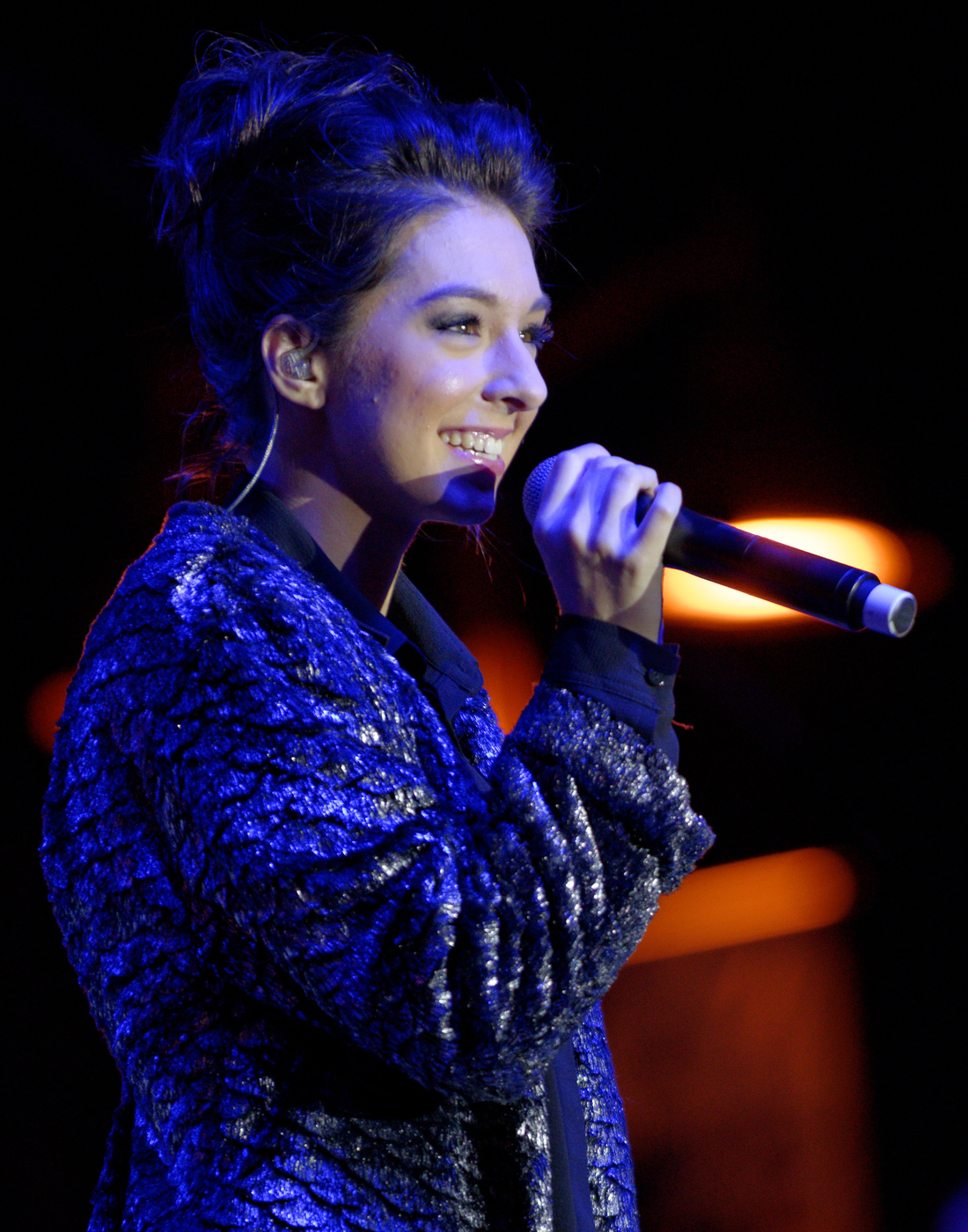
Christina Grimmie
geboren in 1994

- 1418 - Filips II van Nassau-Weilburg, graaf van Nassau-Weilburg (overleden 1492)
- 1594 - Anna Johanna van Nassau-Siegen, Duits/Nederlands gravin (overleden 1636)
- 1684 - Josef Leopold Václav Dukát, Oostenrijks componist (overleden 1717)
- 1685 - George Berkeley, Iers filosoof (overleden 1753)
- 1784 - William Buckland, Engels geoloog en paleontoloog (overleden 1856)
- 1806 - Jane Pierce, first lady, echtgenote van Amerikaans president Franklin Pierce (overleden 1863)
- 1808 - De Schoolmeester (Gerrit van der Linde), Nederlands dichter (overleden 1858)
- 1822 - Heinrich Louis d'Arrest, Duits-Deens astronoom (overleden 1875)
- 1824 - Gustav Robert Kirchhoff, Duits natuurkundige (overleden 1887)
- 1863 - Gabriele d'Annunzio, Italiaans schrijver, dichter, journalist en politicus (overleden 1938)
- 1868 - Lammertje Zondag, Nederlands crimineel en logementhoudster (overleden 1945)
- 1873 - Manna de Wijs-Mouton, Nederlands beeldend kunstenares en componiste (overleden 1947)
- 1874 - Alice Tegnér, Zweeds dichteres en componist (overleden 1943)
- 1878 - Gemma Galgani, Italiaans rooms-katholiek heilige (overleden 1903)
- 1881 - Mustafa Kemal Atatürk, grondlegger van het moderne Turkije (overleden 1938)
- 1888 - Vaslav Nijinsky, Oekraïens balletdanser (overleden 1950)
- 1889 - Idris I, Libisch monarch (overleden 1983)
- 1890 - Vaslav Nijinsky, Russisch balletdanser en choreograaf (overleden 1950)
- 1892 - Victor Jacquemin, Belgisch atleet (overleden ?)
- 1900 - Rinus van den Berge, Nederlands atleet (overleden 1972)
- 1902 - Mució Miquel, Spaans wielrenner (overleden 1945)
- 1908 - Kurt Stöpel, Duits wielrenner (overleden 1997)
- 1910 - Roger L. Stevens, Amerikaans theaterproducent (overleden 1998)
- 1911 - Gustavo Díaz Ordaz, president van Mexico (1964-1970) (overleden 1979)
- 1917 - Giovanni Benedetti, Italiaans bisschop (overleden 2017)
- 1917 - Millard Kaufman, Amerikaans regisseur en schrijver (overleden 2009)
- 1918 - Pádraig Faulkner, Iers politicus (overleden 2012)
- 1919 - Frank Campanella, Amerikaans acteur (overleden 2006)
- 1919 - Herman Passchier, Nederlands pedagoog (overleden 2009)
- 1922 - Jack Kerouac, Amerikaans schrijver (overleden 1969)
- 1922 - Lane Kirkland, Amerikaans vakbondsleider (overleden 1999)
- 1923 - Hjalmar Andersen, Noors schaatser (overleden 2013)
- 1923 - Hanne Hiob, Duits actrice (overleden 2009)
- 1923 - Walter Schirra, Amerikaans militair, ruimtevaarder en ondernemer (overleden 2007)
- 1923 - Mae Young, Amerikaans worstelaarster (overleden 2014)
- 1925 - Louison Bobet, Frans wielrenner (overleden 1983)
- 1925 - Leo Esaki, Japans natuurkundige en Nobelprijswinnaar
- 1925 - Harry Harrison, Amerikaans schrijver (overleden 2012)
- 1927 - Raúl Alfonsín, Argentijns politicus (overleden 2009)
- 1927 - Johannes de Vries, Nederlands historicus (overleden 2021)
- 1928 - Edward Albee, Amerikaans toneelschrijver (overleden 2016)
- 1928 - Paul Kuhn, Duits pianist, bandleider en zanger (overleden 2013)
- 1931 - Gerrit Nijland, Nederlands kunstschilder
- 1931 - Jan Ritsema, Nederlands burgemeester (overleden 2023)
- 1932 - Jef Turf, Belgisch kernfysicus en communist (overleden 2022)
- 1932 - Andrew Young, Amerikaans politicus, diplomaat en dominee
- 1933 - Niède Guidon, Braziliaans archeologe (overleden 2025)
- 1934 - Tony Bass, Nederlands zanger en liedjesschrijver (overleden 2005)
- 1935 - John Doherty, Brits voetballer (overleden 2007)
- 1935 - Boris Markarov, Russisch waterpolospeler (overleden 2023)
- 1937 - Carlo Bonomi, Italiaans clown en stemacteur (overleden 2022)
- 1937 - Zoltán Horváth, Hongaars schermer (overleden 2025)
- 1937 - Rosario Parmegiani, Italiaans waterpolospeler (overleden 2019)
- 1937 - Doris Van Caneghem, Belgisch actrice
- 1939 - John Paul sr., Amerikaans autocoureur en crimineel
- 1940 - Al Jarreau, Amerikaans zanger (overleden 2017)
- 1941 - Clous van Mechelen, Nederlands cabaretier en componist
- 1942 - Fred Julsing, Nederlands cartoonist (overleden 2005)
- 1942 - John McNicol, Zuid-Afrikaans autocoureur (overleden 2001)
- 1944 - Peter Orloff, Duits artiest
- 1945 - Salvatore Gravano, Amerikaans crimineel
- 1945 - George Jackson, Amerikaans zanger en songwriter (overleden 2013)
- 1945 - Leif G.W. Persson, Zweeds auteur en criminoloog
- 1946 - Ricky King, Duits muzikant
- 1946 - Ineke Lambers-Hacquebard, Nederlands politica (overleden 2014)
- 1946 - Amadeo Rodriguez Magro, Spaans bisschop
- 1946 - Liza Minnelli, Amerikaans actrice en zangeres
- 1947 - Aleksandr Bolosjev, Russisch basketballer (overleden 2010)
- 1947 - Rik Pinxten, Belgisch antropoloog en hoogleraar
- 1947 - Mitt Romney, Amerikaans politicus
- 1948 - James Taylor, Amerikaans zanger en tekstschrijver
- 1949 - Rob Cohen, Amerikaans regisseur, producent en scenarioschrijver
- 1949 - Charles "Chuck" Levin, Amerikaans acteur (overleden 2019)
- 1950 - Javier Clemente, Spaans voetbaltrainer
- 1950 - Ramón da Silva Ramos (Ramón), Braziliaans voetballer
- 1951 - Jack Green, Schots musicus (overleden 2024)
- 1951 - Erik Staal, Nederlands oud-directeur bestuurder woningcorporatie Vestia
- 1952 - Jan Hadermann, Belgisch componist, muziekpedagoog en dirigent
- 1953 - Sue Chaloner, Brits-Nederlands zangeres (overleden 2024)
- 1953 - Ron Jeremy, Amerikaans pornoacteur
- 1953 - Ryan Paris (Fabio Roscioli), Italiaans acteur en zanger
- 1956 - Annemieke Bouma, Nederlands atlete
- 1956 - Steve Harris, Engels bassist
- 1956 - Lesley Manville, Brits actrice
- 1956 - Pim Verbeek, Nederlands voetballer en voetbaltrainer (overleden 2019)
- 1957 - Patrick Battiston, Frans voetballer
- 1957 - Marlon Jackson, Amerikaans zanger en danser
- 1957 - Andrej Lopatov, Russisch basketbalspeler (overleden 2022)
- 1957 - Erik Mesie, Nederlands zanger
- 1958 - Phil Anderson, Australisch wielrenner
- 1958 - Baciro Dabo, Guinee-Bissaus politicus en presidentskandidaat (overleden 2009)
- 1960 - Jason Beghe, Amerikaans acteur
- 1960 - Kipp Lennon, Amerikaans zanger
- 1960 - Courtney B. Vance, Amerikaans acteur
- 1961 - Titus Welliver, Amerikaans acteur en filmproducent
- 1962 - Bas Edixhoven, Nederlands wiskundige (overleden 2022)
- 1962 - Andreas Köpke, Duits voetballer
- 1962 - Milika Peterzon, Nederlands televisiepresentatrice
- 1963 - John Andretti, Amerikaans autocoureur (overleden 2020)
- 1963 - Joaquim Cruz, Braziliaans atleet
- 1963 - Ian Holloway, Engels voetballer en voetbalcoach
- 1963 - Jake Weber, Brits acteur
- 1963 - Eric Wiebes, Nederlands politicus
- 1966 - Luis Milla, Spaans voetballer en voetbalcoach
- 1966 - Celio Roncancio, Colombiaans wielrenner (overleden 2014)
- 1967 - Stephen Brady, Iers schaker
- 1967 - Julio Dely Valdés, Panamees voetballer
- 1967 - Wim Rigter, Nederlands radio-dj (overleden 2004)
- 1968 - Aaron Eckhart, Amerikaans acteur
- 1968 - Birgit Van Mol, Belgisch presentatrice
- 1969 - Graham Coxon, Brits muzikant
- 1970 - Dave Eggers, Amerikaans schrijver
- 1970 - Mathias Grönberg, Zweeds golfer
- 1970 - Roy Khan, Noors zanger
- 1970 - Maria Leconte, Frans schaakster
- 1971 - Paul Poon, Hongkongs autocoureur
- 1971 - Jintara Poonlarp, Thais actrice en zangeres
- 1972 - Lizette Carrion, Amerikaans actrice
- 1972 - Alberto López de Munain, Spaans wielrenner
- 1973 - Marques Batista de Abreu (Marques), Braziliaans voetballer
- 1973 - Govert Deploige, Belgisch acteur
- 1973 - Jones Mwewa, Zambiaans voetballer (overleden 2011)
- 1974 - Edgaras Jankauskas, Litouws voetballer
- 1974 - Bart Schols, Belgisch sportjournalist
- 1975 - Richard Harrington, Brits (Welsh) acteur
- 1975 - Attila Zubor, Hongaars zwemmer
- 1976 - Barbara Karel, Nederlands presentatrice en diskjockey
- 1976 - Zhao Wei (Vicky Zhao/Vicki Zhao), Chinees actrice en zangeres
- 1977 - Antonio Mateu Lahoz, Spaans voetbalscheidsrechter
- 1978 - Cristina Teuscher, Amerikaans zwemster
- 1978 - Jekaterina Volkova, Russisch atlete
- 1979 - Rhys Coiro, Italiaans-Amerikaans acteur
- 1979 - Pete Doherty, Brits musicus
- 1979 - Gerard López, Spaans voetballer
- 1979 - Mike Mago (Michiel Thomassen), Nederlands muziekproducer en diskjockey
- 1979 - Ben Sandford, Nieuw-Zeelands skeletonracer
- 1979 - Staf Scheirlinckx, Belgisch wielrenner
- 1979 - Edwin Villafuerte, Ecuadoraans voetballer
- 1980 - California Molefe, Botswaans atleet
- 1980 - Jens Mouris, Nederlands wielrenner
- 1981 - Alex Clare, Brits musicus
- 1981 - René van Dieren, Nederlands voetballer
- 1981 - Katarina Srebotnik, Sloveens tennisster
- 1981 - Holly Williams, Amerikaans zangeres
- 1982 - Francesco Planckaert, Belgisch wielrenner
- 1984 - Jaimie Alexander, Amerikaans actrice
- 1984 - Raoul de Jong, Nederlands schrijver, columnist, programmamaker en danser
- 1985 - Marco Bonanomi, Italiaans autocoureur
- 1985 - Stromae, Belgisch zanger
- 1986 - Darya Gantura, Oezbeeks-Belgisch actrice
- 1986 - Danny Jones, Engels gitarist en zanger
- 1986 - František Rajtoral, Tsjechisch voetballer (overleden 2017)
- 1987 - Jessica Hardy, Amerikaans zwemster
- 1987 - Teimour Radjabov, Azerbeidzjaans schaker
- 1987 - Rico Vonck, Nederlands darter
- 1989 - Tyler Clary, Amerikaans zwemmer
- 1989 - Siim Luts, Estisch voetballer
- 1989 - Raynor Willems, Nederlands badmintonner
- 1990 - Jesper Asselman, Nederlands wielrenner
- 1990 - Alexander Kröckel, Duits skeletonracer
- 1990 - Dawid Kubacki, Pools schansspringer
- 1993 - Carlos Akapo, Spaans-Equatoriaal-Guinees voetballer
- 1994 - Katie Archibald, Brits (Schots) wielrenster
- 1994 - Jerami Grant, Amerikaans basketballer
- 1994 - Christina Grimmie, Amerikaans zangeres, liedschrijfster en pianist (overleden 2016)
- 1996 - Philo Paz Patric Armand, Indonesisch autocoureur
- 1996 - Tom Booth-Amos, Brits motorcoureur
- 1996 - Robert Murić, Kroatisch voetballer
- 1997 - Fiona Ferro, Frans tennisspeelster
- 1997 - Hanne Maudens, Belgisch atlete
- 1997 - Nils Verkooijen, Nederlands acteur
- 1997 - Allan Sain-Maximin, Frans voetballer
- 1997 - Dean Henderson, Engels voetballer
- 1998 - Giulio Maggiore, Italiaans voetballer
- 1999 - Nick van den Dam, Nederlands voetballer
- 2002 - Lukas Dunner, Oostenrijks autocoureur
- 2003 - Pauline van de Pol, Nederlands voetbalster
- 2006 - Archie Gray, Engels voetballer
- 2008 - Emma Kok, Nederlands zangeres

## Overleden
- 417 - Innocentius I, paus 401-417

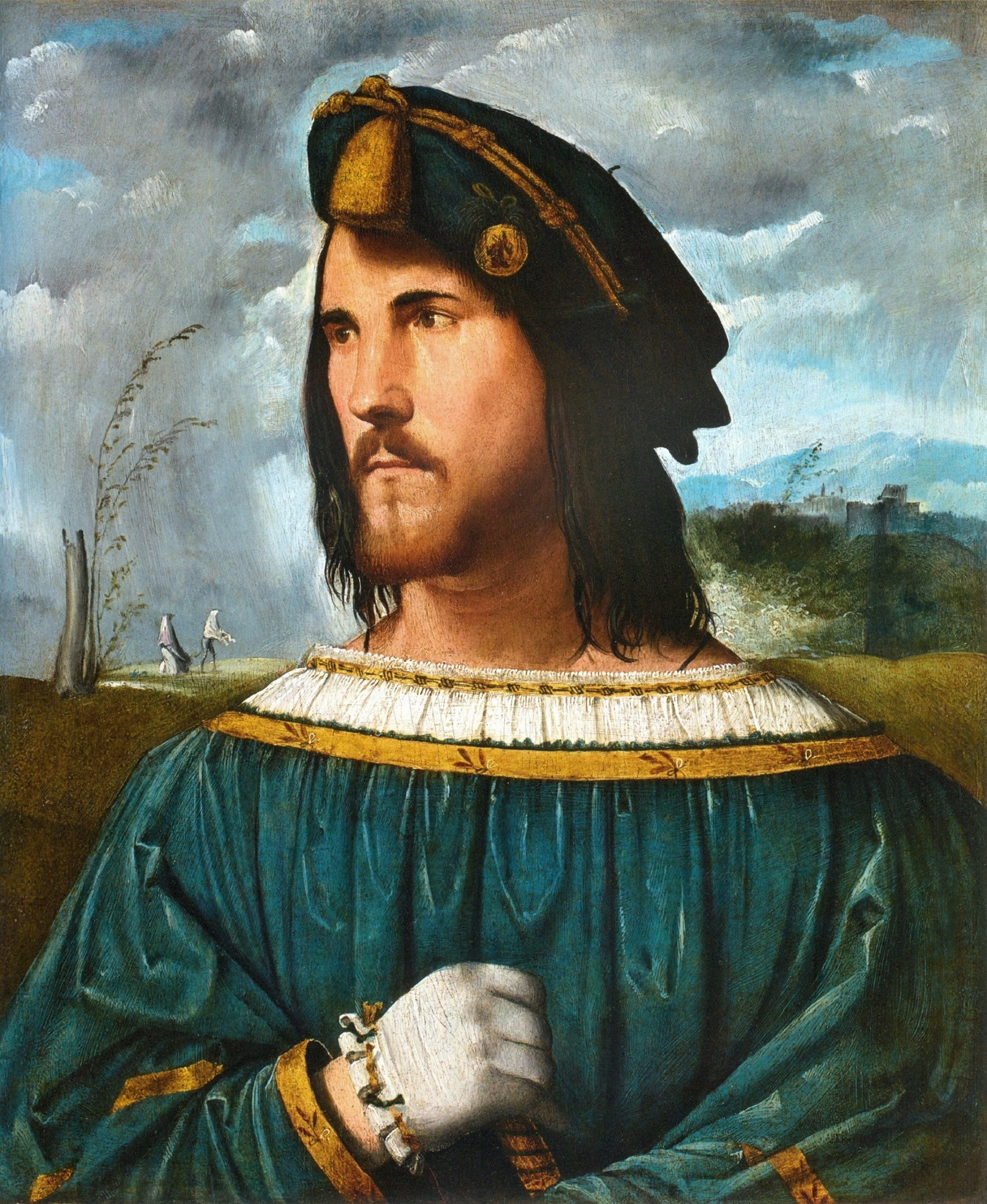
Cesare Borgia
overleden in 1507

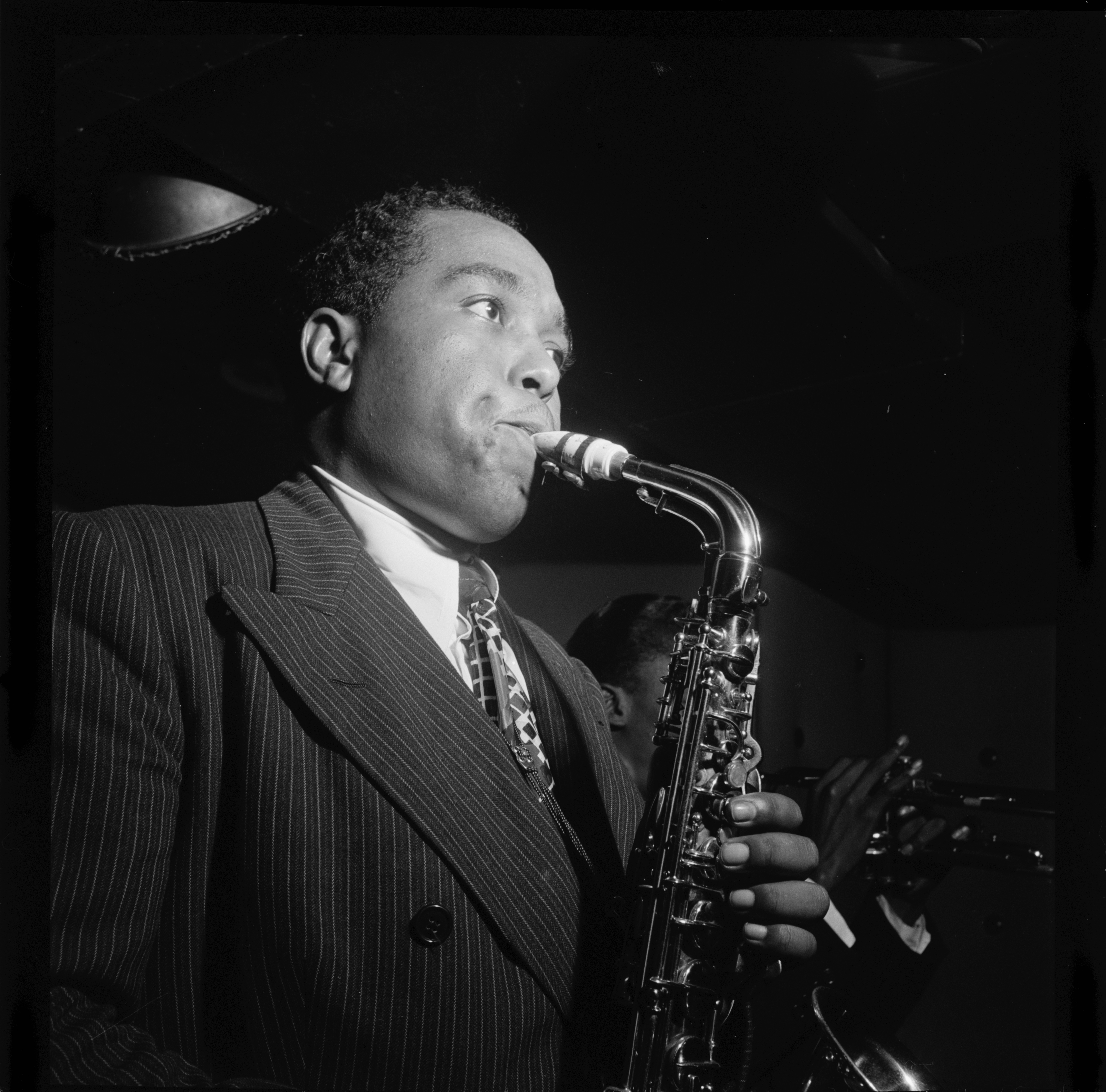
Charlie Parker
overleden in 1955

- 604 - Gregorius I, de Grote (~64), paus 590-604
- 1253 - Fina (15), heilige in het christendom
- 1507 - Cesare Borgia (~32), Italiaans politicus
- 1602 - Filips III van Nassau-Saarbrücken (59), graaf van Nassau-Neuweilnau en Saarbrücken
- 1681 - Frans van Mieris de Oudere (45), Noord-Nederlands kunstschilder
- 1703 - Jan van Delen (~68), Brabants beeldhouwer en architect
- 1820 - Alexander Mackenzie (56), Brits ontdekkingsreiziger
- 1868 - Ernest Doudart de Lagrée (44), Frans zeeman, diplomaat en ontdekkingsreiziger
- 1914 - George Westinghouse (67), Amerikaans ondernemer en ingenieur
- 1928 - Maria Ermolova (74), Russisch toneelactrice
- 1934 - Harry Green (47), Brits atleet
- 1935 - Michael Pupin (76), Servisch-Amerikaans natuurkundige
- 1937 - Charles-Marie Widor, Frans componist, organist, muziekpedagoog en secretaris
- 1938 - Lyda Roberti (31), Pools-Amerikaans filmactrice, radioster en zangeres
- 1943 - Gustav Vigeland (73), Noors beeldhouwer
- 1945 - Anne Frank (15), Duits-Nederlands schrijfster van Joodse afkomst (datum niet geheel zeker)
- 1945 - Friedrich Fromm (56), Duits generaal
- 1950 - Johanna Aleida Nijland (79), Nederlands literatuuronderzoeker en lerares
- 1955 - Charlie Parker (34), Amerikaans jazzmusicus
- 1957 - Everhard van Beijnum (63), Nederlands muziekpedagoog
- 1971 - Marius van Lokhorst (86), Nederlands NSB-politicus
- 1971 - Edward Teirlinck (49), Belgisch organist
- 1975 - Isabelle Blume (76), Belgisch politica
- 1978 - Dutch Schaefer (62), Amerikaans autocoureur
- 1983 - Rinke Tolman (91), Nederlands veldbioloog en schrijver
- 1984 - Arnold Ridley (88), Brits toneelschrijver en acteur
- 1986 - Richard Declerck (±87), Belgisch advocaat, vrederechter, gouverneur, politicus en essayist
- 1988 - Ernst Bauer (74), Duits militair
- 1990 - Coen Deering (89), Nederlands politicus
- 1992 - Hans G. Kresse (70), Nederlands striptekenaar
- 1998 - Elly den Haan-Groen (79), Nederlands politica
- 1999 - Yehudi Menuhin (82), Amerikaans violist
- 2000 - Ignatius Kung Pin-Mei (98), Chinees kardinaal-bisschop van Shanghai
- 2001 - Jules Lismonde (92), Belgisch kunstenaar
- 2001 - Robert Ludlum (73), Amerikaans schrijver
- 2001 - Sidney Dillon Ripley (87), Amerikaans ornitholoog
- 2001 - Victor Westhoff (84), Nederlands bioloog en natuurbeschermer
- 2003 - Zoran Đinđić (50), Servisch politicus (premier van 2001-2003)
- 2003 - Andrej Kivilev (29), Kazachs wielrenner
- 2004 - Karel Kachyňa (79), Tsjechisch filmregisseur
- 2006 - Jonatan Johansson (26), Zweeds snowboarder
- 2007 - Antonio Ortiz Mena (99), Mexicaans politicus, econoom en bankier
- 2008 - Alun Hoddinott (78), Welsh componist
- 2008 - Lazare Ponticelli (110), laatste overlevende Franse veteraan uit de Eerste Wereldoorlog
- 2009 - Jan ter Laak (70), Nederlands theoloog, priester en vredesactivist
- 2011 - Jan Hugens (71), Nederlands wielrenner
- 2011 - Joe Morello (82), Amerikaans jazz-drummer
- 2011 - Nilla Pizzi (91), Italiaans zangeres
- 2012 - Michael Hossack (65), Amerikaans drummer
- 2013 - Clive Burr (56), Brits drummer
- 2013 - Ganesh Pyne (76), Indiaas kunstschilder
- 2014 - Věra Chytilová (85), Tsjechisch filmregisseur
- 2014 - René Llense (100), Frans voetbaldoelman
- 2014 - José da Cruz Policarpo (78), Portugees kardinaal
- 2014 - Zoja Roednova (67), Russisch tafeltennisspeelster
- 2014 - Jean Vallée (72), Belgisch zanger
- 2015 - Michael Graves (80), Amerikaans architect en designer
- 2015 - Terry Pratchett (66), Brits schrijver
- 2015 - Carl zu Wied (53), Duits edelman
- 2016 - Roland Crabbe (72), Belgisch burgemeester
- 2016 - René Pingen (56), Nederlands museumdirecteur
- 2016 - Lloyd Shapley (92), Amerikaans wetenschapper, wiskundige en econoom
- 2018 - Maarten Brands (84), Nederlands historicus
- 2018 - Ken Flach (54), Amerikaans tennisser
- 2018 - Craig Mack (46), Amerikaans rapper
- 2018 - Alexandre Obolensky (65), Belgisch kunstenaar
- 2020 - John Lyons (87), Brits taalkundige
- 2020 - Tonie Marshall (68), Frans-Amerikaans actrice, scenarioschrijfster en filmregisseuse
- 2020 - Freek Schutten (77), Nederlands voetballer
- 2021 - Yuri Banhoffer (73), Uruguayaans voetballer
- 2021 - Goodwill Zwelithini kaBhekuzulu (72), Zuid-Afrikaans Zoeloekoning
- 2021 - Ivo Trumbić (85), Kroatisch waterpolospeler
- 2021 - Jos Van Gorp (82), Belgisch acteur
- 2022 - Barry Bailey (73), Amerikaans gitarist
- 2022 - Otto Eschweiler (90), Duits diplomaat, politicus en econoom
- 2023 - Dick Fosbury (76), Amerikaans hoogspringer
- 2023 - Frits Kalff (88), Nederlands verzekeraar
- 2023 - Dragoslav Mihailović (92), Servisch schrijver
- 2024 - Rolf Blättler (81), Zwitsers voetballer
- 2024 - Marianne Seine (63), Nederlands actrice en regisseur
- 2025 - Bruce Glover (92), Amerikaans acteur
- 2025 - Walter Schwimmer (82), Oostenrijks politicus

## Viering/herdenking
- Nationale feestdag in Mauritius

Mauritius Onafhankelijksdag

- Nationale Boomfeestdag in Volksrepubliek China en Taiwan
- Faeröer - Grækarismessa (H. Gregorius Mis): Volgens de traditie komt de scholekster, de Faeröerse nationale vogel, terug. Deze gebeurtenis wordt gevierd in de hoofdstad Tórshavn
- rooms-katholieke kalender:
  - Heilige (Joze/Sera)Fina (van San Gimignano) († 1253)
  - Heilige Maximiliaan (van Tebessa) († 295)
  - Heilige Theofaan (de belijder) († 817/818)
  - Heilige Luigi Orione († 1940)
  - Heilige Justina Bezzoli Francucci († 1319)
  - Heilige Innocentius († 417)
  - Heilige Simeon de Nieuwe Theoloog († 1022)
  - Martelaren in El Salvador: Zalige Rutilio Grande SJ († 1977)
  - Zalige Dionysius de Kartuizer († 1471)

## Weerextremen

### Nederland
| | Officiële records | Officiële records | Officiële records |      | Landelijke records  | Landelijke records | Landelijke records                                                                                                 |
| Gebeurtenis | Jaar              | Extreem           | Locatie           | Jaar | Extreem             | Locatie            | |
| --- | ----------------- | ----------------- | ----------------- | ---- | ------------------- | ------------------ | --- |
| Laagste etmaalgemiddelde temperatuur (°C) | 1932              | −3,6              | De Bilt           |      | 1932                | −5,8               | Maastricht |
| Hoogste etmaalgemiddelde temperatuur (°C) | 2022              | 11,2              | De Bilt           |      | 1957 2022           | 11,9               | Maastricht Gilze-Rijen                                                                                             |
| Laagste minimumtemperatuur (°C) | 1932              | −8,2              | De Bilt           |      | 2013                | −10,8              | Twenthe |
| Hoogste minimumtemperatuur (°C) | 1926              | 8,4               | De Bilt           |      | 1981                | 9,6                | Volkel |
| Laagste maximumtemperatuur (°C) | 1947              | −1,2              | De Bilt           |      | 2013                | −2,8               | Maastricht |
| Hoogste maximumtemperatuur (°C) | 1957              | 18,1              | De Bilt           |      | 1957                | 19,9               | Maastricht |
| Hoogste uurgemiddelde windsnelheid (m/s) | 1906              | 17,0              | De Bilt           |      | 2008                | 22,0               | Houtribdijk, Vlieland, IJmuiden                                                                                    |
| Hoogste windstoot (m/s) | 1963              | 21,1              | De Bilt           |      | 2008, 2020          | 31,0               | Houtribdijk |
| Langste zonneschijnduur (uur) | 1972, 1996        | 10,7              | De Bilt           |      | 1993 1996 2006 2016 | 10,9               | Maastricht Hoek van Holland, Valkenburg ZH, Vlissingen, Westdorpe, Wilhelminadorp Wilhelminadorp Cabauw, Rotterdam |
| Langste neerslagduur (uur) | 1992              | 16,1              | De Bilt           |      | 1992                | 20,3               | Twenthe |
| Hoogste etmaalsom van de neerslag (mm) | 1992              | 18,7              | De Bilt           |      | 1992                | 35,8               | Heino |
| Laagste etmaalgemiddelde relatieve vochtigheid (%) | 1972              | 42                | De Bilt           |      | 1972                | 40                 | Soesterberg |
| Laagste uurwaarde luchtdruk op zeeniveau (hPa) | 1963              | 980,7             | De Bilt           |      | 1963                | 978,3              | Valkenburg ZH |
| Hoogste uurwaarde luchtdruk op zeeniveau (hPa) | 1948              | 1037,9            | De Bilt           |      | 1935                | 1038,7             | Eelde |
| Officiële records worden altijd gemeten op het KNMI-weerstation in De Bilt. Landelijke records kunnen worden gemeten op elk officieel KNMI-weerstation in Nederland. |                   |                   |                   |      |                     |                    | |

Uitzonderlijke gebeurtenissen
- 1918 - Eerste officiële zachte dag van het jaar (maximumtemperatuur ≥ 15 °C in De Bilt)
- 1919 - Eerste landelijke zachte dag van het jaar gemeten in Eelde (maximumtemperatuur ≥ 15 °C op een officieel weerstation)
- 1921 - Eerste officiële zachte dag van het jaar (maximumtemperatuur ≥ 15 °C in De Bilt)
- 1928 - Officieel laagste minimumtemperatuur in °C van het jaar gemeten in De Bilt: −6,0. Samen met 13 maart
- 1932 - Officieel laagste minimumtemperatuur in °C van het jaar gemeten in De Bilt: −8,2
- 1933 - Eerste officiële zachte dag van het jaar (maximumtemperatuur ≥ 15 °C in De Bilt)
- 1940 - Eerste landelijke zachte dag van het jaar gemeten in Maastricht (maximumtemperatuur ≥ 15 °C op een officieel weerstation)
- 1995 - Eerste officiële zachte dag van het jaar (maximumtemperatuur ≥ 15 °C in De Bilt)
- 2007 - Eerste officiële zachte dag van het jaar (maximumtemperatuur ≥ 15 °C in De Bilt)
- 2011 - Eerste landelijke zachte dag van het jaar gemeten in Ell (maximumtemperatuur ≥ 15 °C op een officieel weerstation)

### België
Dagrecords
- 1845 - Laagste etmaalgemiddelde temperatuur −7,4 °C
- 1957 - Hoogste etmaalgemiddelde temperatuur 14,2 °C
- 1847 - Laagste minimumtemperatuur −8,5 °C
- 1957 - Hoogste maximumtemperatuur 18,7 °C
- 1967 - Hoogste etmaalsom van de neerslag 21,6 mm

<< · 1 · 2 · 3 · 4 · 5 · 6 · 7 · 8 · 9 · 10 · 11 · 12 · 13 · 14 · 15 · 16 · 17 · 18 · 19 · 20 · 21 · 22 · 23 · 24 · 25 · 26 · 27 · 28 · 29 · 30 · 31 · >>